# Incidente de Honnō-ji
O Incidente de Honnō-ji (本能寺の変, Honnō-ji no Hen) se refere ao seppuku forçado do daimyō Oda Nobunaga sob as mãos do samurai e general Akechi Mitsuhide, acontecido em 21 de Junho de 1582, no templo Honnō em Kyōto durante o período Azuchi-Momoyama da história do Japão. Esse incidente acabou com o sonho de Nobunaga de unificar e centralizar o poder sob sua autoridade.

## Contexto
Oda Nobunaga estava no ápice de sua expansão militar, após ter derrotado o clã Takeda na Batalha de Temmokuzan, no começo do ano de 1582. Ele possuía o controle da região central da ilha de Honshū e as únicas forças contrárias restantes eram os clãs Mōri, Uesugi e Hōjō, todos enfraquecidos por conflitos internos. Após a morte de Mōri Motonari, seu neto Mōri Terumoto somente almejava manter seu statu quo, auxiliado por dois tios, seguindo o desejo de Motonari. Hōjō Ujiyasu também havia morrido, deixando a seu filho, Hōjō Ujimasa, o comando do clã. Finalmente, a morte de Uesugi Kenshin, considerado o mais importante daimyō do período Sengoku, deixou o clã devastado devido à disputa entre seus dois filhos adotivos pelo poder.
Aproveitando a situação, Oda Nobunaga começou a enviar seus generais em diversas direções para avançar sua expansão militar. Ele ordenou a Toyotomi Hideyoshi atacar o clã Mōri; a Niwa Nagahide preparar a invasão a Shikoku; a Takigawa Kazumasu ir às províncias de Kōzuke e Shinano, que eram do clã Hōjō; e a Shibata Katsuie invadir a província de Echigo, que era do clã Uesugi.
Ao mesmo tempo, Nobunaga convidou seu aliado, Tokugawa Ieyasu, a percorrer a região de Kansai, celebrando o fim do clã Takeda. Pouco depois, Nobunaga recebeu de Hideyoshi um pedido de reforços, pois suas tropas foram presas no Cerco de Takamatsu. Ieyasu continuou percorrendo Kansai, enquanto Nobunaga cuidou sozinho dos preparativos para o auxílio à Hideyoshi. Ele ordenou Akechi Mitsuhide a ir também ajudar Hideyoshi, e foi para Honnō-ji, seu habitual local de repouso, quando parou em Kyōto. As únicas pessoas que estavam junto dele eram funcionários da corte, comerciantes, artistas e serventes pessoais.

## Traição de Akechi
Depois de receber a ordem de partir para junto das tropas de Hideyoshi, Akechi Mitsuhide retornou ao Castelo de Sakamoto e moveu sua base para a província de Tanba. Nesse tempo, ele teve uma reunião com poetas de destaque, onde deixou claro suas intenções de se rebelar. 
Mitsuhide viu uma oportunidade para agir, quando não somente Nobunaga descansava em Honnō-ji, despreparado para o ataque surpresa, mas também outros grandes daimyō e grande parte do exército estavam em campanhas em outras partes do país.
Mitsuhide e seu exército seguiram para Kyōto, alegando que Nobunaga queria mostrar uma procissão. Não era a primeira vez que ele havia demonstrado suas modernizadas e bem equipadas tropas, portanto não havia do que se duvidar. Quando estavam se aproximando do templo, Mitsuhide anunciou: "O inimigo está em Honnō-ji" (敵は本能寺にあり, Teki wa Honnō-ji ni ari).
Antes do amanhecer, o exército de Mitsuhide tinha cercado o templo em um golpe de estado. Nobunaga, seus serventes e guardas pessoais resistiram, mas perceberam que seria inútil diante do grande número de tropas inimigas. Nobunaga cometeu seppuku e pediu a Mori Ranmaru que ateasse fogo no templo, para que ninguém pegasse sua cabeça. Os restos mortais de Nobunaga nunca foram encontrados. Após conquistar Honnō-ji, Mitsuhide também atacou Oda Nobutada, filho mais velho e herdeiro de Nobunaga, ataque que terminou no suicídio deste.

## Razões da traição
As razões da traição de Akechi Mitsuhide são um mistério e motivo para várias especulações. Ainda que existam várias teorias, as mais sustentadas são as que Mitsuhide possuia rancor pessoal; agiu por medo; tinha a ambição de conquistar o Japão; estava agindo apenas para proteger a Corte imperial; tentou apenas se livrar do revolucionário. Muitos pensam que foi uma combinação das razões citadas.
Uma das versões diz que quando Nobunaga convidou Tokugawa Ieyasu ao Castelo de Azuchi, Mitsuhide estava encarregado de atender Às necessidades do grupo de Ieyasu. Posteriormente, ele foi removido desse cargo por algum motivo. Uma história é que Nobunaga discutiu com ele na frente dos convidados.
Outra versão diz que quando Mitsuhide foi incumbido de auxiliar Hideyoshi, deu a entender que ele perderia o controle sobre suas terras e que teria que lutar pelas terras que ainda não estavam sob o domínio do clã Oda. Como Nobunaga havia anteriormente mandado dois sêniors para o exílio por um fraco desempenho em batalhas, Mitsuhide poderia ter pensado que sofreria um destino semelhante.
Independente do motivo, antes de Mitsuhide começar sua marca para Kyōto, ele fez uma sessão renga com alguns poetas. Um verso que ele disse foi: "O momento é agora, o quinto mês, quando a chuva cai" (時は今 雨がした滴る皐月かな, Toki wa ima, ame ga shitashiru satsukikana), mas esse mesmo verso pode ser escrito como "土岐は今 天が下治る 皐月かな", onde toki, que significa tempo, também pode ser o nome da família ancestral de Mitsuhide. Assim, a frase seria interpretada dessa forma: "Toki agora reina sob o céu".

## Depois do incidente
Rapidamente fazendo as pazes com o clã Mori, Hideyoshi retornou da região de Chūgoku em dez dias. Imediatamente ele recrutou restos do exército de Nobunaga ao longo do caminho e se uniu a Niwa Nagahide e Oda Nobutaka em Sakai. Marchando em direção a Kyōto, ele derrotou Mitsuhide na Batalha de Yamazaki, e Mitsuhide foi morto enquanto fugia para seu castelo.
Ieyasu terminou sua viagem e retornou para sua província natal pelo mar, mas demorou tanto tempo que Hideyoshi já havia tomado boa parte dos territórios de Nobunaga sobre seu controle.
O fato de que ninguém tinha os recursos, a capacidade e as oportunidades que foram apresentadas à Hideyoshi lhe asseguraram a supremacia e a herança do legado de Oda Nobunaga.